# Apamea cinifacta
Apamea cinifacta är en fjärilsart som beskrevs av Ludwig Carl Friedrich Graeser 1888. Apamea cinifacta ingår i släktet Apamea och familjen nattflyn. Inga underarter finns listade i Catalogue of Life.